# Гута-Бушинська
Гута-Бушинська — селище в Україні, у Шпиківській селищній громаді Тульчинського району Вінницької області. Населення становить 93 особи.

## Історія
7 (20) листопада 1917 року, відповідно до Третього Універсалу Української Центральної Ради, увійшло до складу Української Народної Республіки.
12 червня 2020 року, відповідно до Розпорядження Кабінету Міністрів України від  № 707-р «Про визначення адміністративних центрів та затвердження територій територіальних громад Вінницької області», увійшло до складу Шпиківської селищної територіальної громади.
19 липня 2020 року, в результаті адміністративно-територіальної реформи та ліквідації Тиврівського району, село увійшло до складу новоутвореного Тульчинського району.

## Населення

### Мова
Розподіл населення за рідною мовою за даними перепису 2001 року:
| Мова       | Кількість | Відсоток |
| ---------- | --------- | -------- |
| українська | 89        | 95.70%   |
| російська  | 2         | 2.14%    |
| гагаузька  | 1         | 1.08%    |
| румунська  | 1         | 1.08%    |
| Усього     | 93        | 100%     |